# Ludmila Valentínovna Berlinskaya
Ludmila Valentínovna Berlínskaya (del ruso: Людми́ла Валенти́новна Берли́нская ) es una pianista y actriz rusa nacida en 1960 en Moscú. Es hija del violonchelista Valentín Berlinski, fundador del Cuarteto Borodín.

## Biografía
Ludmila Berlínskaya es hija de madre abogada y padre músico, el violonchelista Valentín Berlinski, fundador del Cuarteto Borodín.
En su infancia estuvo rodeada por numerosos artistas y personalidades de la intelligentsia rusa con los que se codeaban sus padres, como los compositores Mieczysław Weinberg, Dmitri Shostakóvich, Alfred Schnittke, Sofiya Gubaidúlina ; los intérpretes Mstislav Rostropóvich, David Oistraj, Daniil Shafrán, Yákov Zak, Aleksandr Goldenweiser, Yákov Flier; los directores de orquesta Yuri Temirkánov, Yevgueni Svetlánov, Gennadi Rozhdéstvenski, Dmitri Kitayenko ; los pintores Anatoli Zvérev, Nikolái Silis, Vadim Sidur, Vladímir Lemport, Rustam Jamdámov, Dmitri Krasnopévtsev, el escritor Aleksandr Solzhenitsyn o el académico Andréi Sájarov.
Ludmila Berlínskaya comenzó a estudiar el piano con 5 años, y con 6 entró en la Escuela Estatal de Música Gnessin para estudiar con Anna Kantor, conocida sobre todo por haber dado clases a Yevgueni Kisin y a Nikolái Demidenko. A los 17 años entró en el Conservatorio de Moscú para recibir clases de Mijaíl Voskresenski.
A los 14 años dio sus primeros conciertos con el Cuarteto Borodín. Con 15 años debutó con orquesta y empezó a realizar giras por la URSS, actuando como solista o con acompañamiento de cámara desde los países bálticos hasta Kamchatka, de Ucrania a Siberia, con otros jóvenes músicos talentosos como Aleksandr Rudin o Aleksandr Kniázev. A los 17 años ya tocaba con músicos de gran renombre como Yuri Bashmet y Víktor Tretiakov, y a los 19 había actuado en los escenarios de las salas más importantes de la Unión Soviética, en Moscú, San Petersburgo, Nizhni-Nóvgorod y otras capitales culturales.
Mientras desarrollaba su carrera musical, se produjo un hecho muy importante: a los 13 años Ludmila Berlinskaya fue elegida para protagonizar uno de los tres papeles principales de la película El gran viaje espacial (ru:Большое космическое путешествие) de Valentín Selivánov, que tuvo un éxito impresionante y se convirtió en el emblema de toda una generación. En la película, Ludmila interpretaba las dos canciones principales (Ты мне веришь или нет; Mлечный путь), dos temas compuestos por Alekséi Rýbnikov. Desde entonces, estas canciones populares han sonado constantemente en la radio en Rusia. Tras esta experiencia, Ludmila Berlínskaya recibió muchas propuestas para rodar películas, pero las rechazó todas para centrarse en la música. 
A los 15 años Ludmila Berlínskaya entró a formar parte del círculo selecto que rodeaba a Sviatoslav Richter. Elegida y protegida por Richter, Ludmila lo consideraba un padre espiritual y se impregnó de la atmósfera creadora que reinaba en torno a este excelso artista. Durante este período, a finales de la década de 1970 y principios de la de 1980, llegó a ser la pasadora de páginas habitual del maestro, algo que no estaba al alcance de cualquiera.
Además de la influencia personal de Sviatoslav Richter, que marcará notablemente sus futuras decisiones, Ludmila Berlínskaya aprovechó esta cercanía para frecuentar a un gran número de artistas: Yevgueni Mravinski, Galina Ulánova, Borís Pokrovski, Iván Kozlovski, Dietrich Fischer-Dieskau, Peter Schreier, Christoph Eschenbach, Vladímir Vasíliev, Stanislav Neuhaus (hijo de Heinrich Neuhaus), Natalia Gutman, Oleg Kagán, Innokenti Smoktunovski, Yuri Borísov, etc.
Tuvo una participación muy relevante en el festival creado por Richter en el Museo de Bellas Artes Pushkin, el festival de las «Noches de Diciembre», que cada año dedicada su programación a un tema distinto y organiza una exposición que se instala en las mismas salas de conciertos.
Entre sus numerosas participaciones en este festival, cabe destacar su interpretación a cuatro manos con Sviatoslav Richter en la edición de 1985, y la vez que sustituyó al maestro a última hora en la parte de piano de la ópera de Britten Otra vuelta de tuerca.
Richter era muy conocido por sus reticencias hacia los concursos, y por eso incitó a Ludmila a dejarlos de lado. Sus escasas experiencias en concursos las saldó con primeros premios (Primer Premio en los concursos de música de cámara de París y Florencia; Premio Leonardo), pero siguió sus consejos y renunció a presentarse a los principales concursos internacionales.
En la casa de Richter conoció a Vladímir Ziva, un joven director de orquesta. Se casaron y tuvieron un hijo, Dmitri Berlinski, que no hay que confundir con el violinista del mismo nombre. El hijo de Ludmila Berlínskaya es un violonchelista profesional que ha estudiado con Pável Gomziakov, Natalia Shajovskaya y Roland Pidoux.
A principios de la década de 1990, Ludmila se instaló en París con su segundo esposo, Antón Mataláyev, primer violín del Cuarteto Anton, que acababa de ganar el Gran Premio del Concurso de Évian. Estando en París, Ludmila comenzó a tocar por toda Europa regularmente con Mstislav Rostropóvich. Después de su primer concierto en el Ayuntamiento de París, la mujer de Chirac, por entonces alcalde de la ciudad, le propuso a Ludmila crear un festival, el Salón Musical Ruso.
Antón Mataláyev y Ludmila Berlínskaya tuvieron una hija, Masha Mataláyeva, nacida en 1991. Antón Mataláyev falleció en 2002.
En los años 90, conoció a mucha gente y desarrolló una intensa actividad como concertista. Ludmila Berlínskaya actuó en recitales y con acompañamiento de cámara en grandes salas internacionales como el Wigmore Hall y el Barbican Hall de Londres, el Concertgebouw de Ámsterdam, el Teatro de los Campos Elíseos y la Sala Gaveau de Paris, el Conservatorio de Moscú, la Fenice de Venecia, las Reales Academias de Bruselas y Madrid, así como en numerosos Festivales.
Como gran especialista de la música de cámara, era solicitada por nuevos acompañantes como Gautier Capuçon, Henri Demarquette, David Geringas, Alain Meunier, Pável Gomziakov, Philippe Muller, Dominique de Williencourt, Gérard Poulet, Sarah Nemtanu, Gérard Caussé, Jean-Marc Luisada, François-René Duchâble, Paul Meyer, el Cuarteto Modigliani, el Cuarteto Orlando, el Cuarteto Danel, The Fine Arts Quartet, el Cuarteto de San Petersburgo, el Cuarteto Ardeo, el Quinteto Moraguès y otros conjuntos prestigiosos.
Ludmila Berlínskaya está considerada una de las principales especialistas en la música de Shostakóvich. Ha interpretado toda su música de cámara con piano, incluso las obras más raras o inéditas, con prestigiosos acompañantes.
En 2001, creó su segundo Festival, "Primavera Musical en París", que se celebra en diferentes salas de Paris. Este festival produjo la creación parisina de Prometeo, de Aleksandr Skriabin, y por primera vez en París, después de George Balanchine, la Alborada de Poulenc para bailarín.
Desde 2006, Ludmila Berlínskaya simultanea su actividad como concertista con la de profesora en la Escuela Normal de Música de París "Alfred Cortot".
En junio de 2009, fundó la Asociación Berlinski, tras el fallecimiento de Valentín Berlinski el 15 de diciembre de 2008.
En 2011, creó un dúo de pianos en compañía de su esposo, el pianista francés Arthur Ancelle. Ambos grabaron su primer disco juntos en la primavera de 2012 en «Saphir Productions». El disco, con obras de Piotr Ilich Chaikovski obtuvo varios premios. Su segundo álbum, dedicado a los ballets de Serguéi Prokófiev, aparece en 2014 en el sello «Melodiya»: es la primera grabación completamente producida y realizada por Melodiya desde la disolución de la URSS.
Ludmila Berlínskaya es la codirectora artística de un nuevo festival de música en Loir et Cher, "La Clé des Portes", creado con el impulso del Club d'Entreprises des Portes de Chambord.

## Discografía
Schumann: December Nights 1985 - Sviatoslav Richter, Cuarteto Borodín, Ludmila Berlinskaya - Melodiya (ru:Мелодия)
Rajmáninov: Sonata para violonchelo, Vocalise, Trío elegíaco - Valentín Berlinski, Antón Mataláyev, Ludmila Berlínskaya
Glinka: Obras para piano, Gran Sexteto - Ludmila Berlínskaya, Cuarteto Borodín, Grigori Kovalevski - Europe Arts
Schnittke: Cuarteto n° 3, Quinteto, Cuarteto con piano - Cuarteto Borodín, Ludmila Berlínskaya - Virgin Classics
Mendelssohn, Janacek, Strauss: Sonatas para violín y piano - Gérard Poulet, Ludmila Berlínskaya - Saphir Productions
Chaikovski: Francesca da Rimini, Cascanueces - Ludmila Berlínskaya, Arthur Ancelle - Saphir Productions
Prokófiev: Romeo y Julieta, Cenicienta - Ludmila Berlínskaya, Arthur Ancelle – Melodiya